# Воля (компания)
Компания Volia — украинский телекоммуникационный провайдер услуг: аналоговое, цифровое, HD- и интерактивное телевидение ВОЛЯ Smart HD, высокоскоростной доступ в Интернет, хостинг и услуги Дата-центра.
Компания была основана 1 июня 2002 года. Среди основателей компании — корпорация SigmaBleyzer. Позже в состав компании вошли региональные предприятия, основанные раньше. На данный момент компания предоставляет услуги в более чем 35 городах Украины.. По состоянию на февраль 2020 года на Украине работает 51 центр современных технологий «Воля».

## Развитие компании

### 2002 год
Официальной датой создания компании «Воля-кабель» считается 2002.06.01 года, но фактически компания начала создаваться ещё в 1999—2000 годах, когда американская инвестиционная компания «SigmaBleyzer выкупила и начала объединять двух киевских операторов «Киевтелемонтаж»(КТМ) и «ИнтерВидеоКиев»(ИВК), которые имели по 200 тысяч абонентов.
В скором времени «Воля-кабель» получила активы «Львов-КТБ» (Львов) и «Пирамида» (Алчевск, Луганская область).
С 2002 года доступ к сети Интернет стал получаться под названием Воля Бродбенд(TM) (ВББ). Была проведена унификация существующих сетей к единому стандарту DOCSIS 1.0.
Также в 2002 году началась модернизация сетей для расширения полосы трансляции каналов, которая закончилась в 2006 году. 1 сентября вместе с существующим кабельным телевидением аналогового формата было начато распространение сигнала в цифровом формате(DVB-C) под названием Воля ПремиумТВ (TM) (ВПТВ). В «цифре» тогда транслировалось 30 каналов.

### 2004 год
Согласно отчету на 1 января компания предоставляла доступ к интернету для 8,5 тысячи абонентов. 
Во втором квартале 2004 года в Киеве действовало 5 контакт-центров, Служба по работе с обращениями граждан(СРОГ), Диспетчерская служба(колл-центр). В апреле того же года вместе с КГГА была создана льготную подписку для малообеспеченных категорий населения, где компания снизила цену на 50 % и 50 % компенсировала Киевская городская государственная администрация. 
1 мая в цифровом телевидение Киева было запущено функцию телегид (англ. EPG).  По состоянию на 1 июня года компания обслуживала полмиллиона абонентов в Киеве, тогда же было оглашено о ретрансляции исключительно в цифровом стандарте и отказе от аналогово, окончательный переход был завершен в апреле 2010 года.  Количество абонентов Воля ПремиумТВ за год выросла с 3.8 тысяч до 15.5 тысяч, в планах на 2005 год было 40 тысяч.
Летом 2004 года директора компании Сергея Бойко, а также его заместителя и бухгалтера задержала прокуратура Днепровского района города Киева, а также правоохранительными органами был произведен захват помещений компании. Формально причиной первого задержания было распространения компанией Воля телеканалов с порнографическим содержанием, второе задержание — уклонение от уплаты налогов. Однако, как отметил бывший директор компании  — Брайан Бест, что в Украине все политики имеют собственные каналы, и перед выборами хотят чтобы именно их канал был включен в максимальный пакет трансляции. Компания Воля сообщила что её принуждают к включению в минимальный пакет телеканала Киевская Русь (бенефициар — Геннадий Васильев, генеральный прокурор). 
В связи с этими событиями посол США в Украине Джон Хёрбст заявил что действия Генеральной прокуратуры Украины могут отпугнуть иностранных инвесторов из Украины. 
В конце августа к общедоступному пакету ретрансляции было добавлено донецкий телеканал «Украина» (98 % принадлежит компании «СКМ», бенефициар — Ринат Ахметов). 

### 2005 год
В 2005 году доступ к сети начал предоставляться также во Львове  и Алчевске. В Киеве состоялся переход на стандарт DOCSIS 2.0. 
В течение II-го квартала к цифровому пакету было добавлено 14 украинских каналов, которые параллельно транслировались в аналоговом формате. До этого в цифровые пакеты входили только иностранные каналы, отсутствующие в аналоге. В конце года компания транслировала в «цифре» уже 74 телеканала и 24 радиостанции и произвела модернизацию 90 % своих киевских сетей для широкополосного доступа.
14 октября компания «Воля» заключила соглашение о сотрудничестве с Индустриальным Телевизионным Комитетом (объединение ведущих телеканалов Украины) 
16 ноября колл-центр начал работать круглосуточно. В конце года количество абонентов Интернета составила 42 тысячи.
В 2005 году «Воля» начала предоставлять свои услуги в Черновцах. 
Был создан портал абонента — возможность самостоятельного управления услугой абонентом через сайт.

### 2006 год
Совокупный доход по результатам прошедшего года составил 10 млн $, доля компании на предоставлении услуг кабельного телевидения, по собственным подсчетам составила 18,2 %. По состоянию на начало года в компании работало уже 1 200 сотрудников. В I-м полугодии рентабельность компании составляла 10-15 %. 40 % прибыли составлял Интернет.
10 августа компания Воля открыла собственный дата-центр в Киеве на 2,000 серверов. Было создано отдельное направление в главе с Алексеем Акуловым, которое начало предоставлять услуги хостингу серверов (колокация). 
В рамках развития Triple-Play 1 ноября в тестовом, а с 1 августа 2007 года и в коммерческом пользовании была запущена голосовая связь IP-телефония. Однако услуга в будущем не приобрела широкого распространения.
В октябре была запущена возможность автоматизированного управления услугами IVR для колл-центра компании.
В том же месяце началось тестовое предоставление услуги Видео по запросу. 
По итогам года, выручка компании составила 31.68 млн $, чистая прибыль — 2.38 млн $. Компания обслуживала около 450 000 абонентов аналогового телевидения с ARPU 4$ и около 130 000 абонентов цифровых услуг (Интернет и цифровое телевидение) с ARPU 6$. 

### 2007 год
В I-й половине года компания начала предоставлять доступ к Интернету и в Черновцах. 
По состоянию на 1 июня количество штатных сотрудников компании составило 2 000. В Киеве действовало 8 контакт-центров. Численность киевских абонентов составила 600 000, в том числе 40 000 абонентов пользовались льготным тарифом для малообеспеченных категорий населения. 
Услуга Видео по запросу была запущена в коммерческое использование.
В октябре 2007 года на жилом массиве Оболонь города Киева начался завершающий этап перехода кабельного телевидения на трансляцию исключительно в цифровом стандарте и отказа от аналогового.
По итогам года численность абонентов интернета и телевидения составляла 200 000. 
По итогам года выручка компании составила 270 млн ₴, чистая прибыль — 8 млн ₴. ARPU в сравнении с 2006 годом существенно не изменился. 

### 2008 год
17 марта в дата-центре компании было добавлено новую услугу — виртуальные выделенные серверы VPS. 
29 июля было объявлено о слиянии компании Воля с представительствами в 4-х городах и 14-ти региональных кабельных операторов, которые управлялись американскими инвестиционным фондом SigmaBleyzer. Созданная таким образом компания Volia Ltd получила представительства в 19-ти городах Украины с общим покрытием в 2.5 млн домохозяйств. Был начал процесс унификации стандартов и переход на единый бренд «Воля». Американский инвестиционный фонд Providence Equity Partners инвестировал 300 млн $. 
На 2008 год цифровое телевидение также предоставлялось в Полтаве, Севастополе и Симферополе. 

### 2009 год
19 января в Киеве открылся вторая площадка дата-центра Воли, общем количеством 8 000 юнитов.
В марте в Киеве началась замена подстанций с целью поддержки стандарта DOCSIS 3.0. 
В 2009 году услуги цифрового телевидения также стали предоставляться в Виннице и Харькове.
По итогам года компания обслуживала 1.7 млн абонентов, 380 тысяч из которых составляли пользователи Интернета. ARPU Интернета составляет 50-60 ₴, телевидение — 24-30 ₴, EBITDA в гривневом эквиваленте составляет 40 %. Общая стоимость уплаченных налогов составила 200 млн ₴, объём инвестиций составил 230 млн ₴. 

### 2010 год
27 января Национальный совет по вопросам телевидения и радиовещания увеличил лицензию «Воли» до 426 каналов (раньше было 150) и дала разрешение на покрытие 950 000 домохозяйств (раньше 840 000). Компания ввела частотное наполнение на 172 канала, но планов на заполнения 426 каналов ещё не разрабатывала.
В марте 2010 года во всех районах Киева был закончен переход на цифровое телевидение.
Закончена модернизация подстанций во всех районах Киева и 1 марта был предоставлен доступ к интернету по стандарту DOCSIS 3.0 параллельно с существующим DOCSIS 2.0, сначала для бизнеса B2B, а 16 сентября и для частных лиц.
16 августа был запущен в промо-режиме первый HD-канал. 
В конце сентября численность абонентов Интернета составила 420.5 тысяч. 

### 2011 год
1 января в Киеве запущена в коммерческое пользование отдельный пакет каналов в формате высокого качества HDTV, с 1 января 2010 был доступен в промо-режиме. 
1 февраля в Черкассах было запущено в коммерческое пользование цифровое телевидение.
1 декабря «Воля» зашла в Днепр на базе ООО ТРК «Фальстап», договор о купле был подписан ещё 16 июля.

### 2012 год
2 апреля в шести дочерних предприятиях: в Днепропетровске, Львове, Полтаве, Севастополе, Сумах, Харькове и Киеве начали транслировать пакет телеканалов в формате HDTV.
22 октября Воля сообщила о завершении покупки компании «Одеко». Слияние компаний согласовано с Антимонопольным комитетом Украины. «Одеко» имеет абонентскую сеть в 11 городах: Волочиск, Добротвор, Запорожье, Кременец, Луцк, Львов, Теребовля, Тернополь, Трускавец, Черновцы и Чортков.
В декабре в дополнение к главной станции в Киеве было введено в эксплуатацию резервную станцию телевизионного контента в Черкассах.

### 2013 год
19 марта был запущен стандарт трансляции цифрового телевидения с помощью OTT. Для ОТТ-телевидения была получена лицензия на телетрансляции для ещё семи городов: Евпатория, Каменец-Подольский, Коростень, Нетешин, Нововолынск, Староконстантинов и Нежин. 
В марте Воля запускает услугу интерактивного телевидения «ВОЛЯ Smart HD».
Предоставление услуг облачного сервиса для малого и среднего бизнеса VoliaCloud.

### 2014 год
Запуск пяти собственных телеканалов Воля Cine+: Воля Cine+ Hit HD, Воля Cine+ HD, Воля Cine+, Воля Cine+ Legend, Воля Cine+ Mix.
Состоялось открытие онлайн-кинотеатра Воля-Cinema и сервиса Мегахит для заказа и просмотра фильмов поштучно.
В ноябре был запущен онлайн-канал самообслуживания портал абонента «Мой кабинет» и онлайн-сообщество пользователей Воля-Клуб.

### 2015 год
В Виннице, Запорожье, Киеве, Луцке и Львове увеличена скорость доступа к интернету до 200 Мбит/с.
Запуск My Volia — мобильного приложения портала «Мой кабинет» для операционных систем Android и iOS.

### 2016 год
1 февраля запущен первый украинский телеканал для детей в формате HD — Воля Cine+Kids. 
В рамках сотрудничества со студией «Так Треба Продакшн» провайдер продолжает увеличивать объём адаптированного зарубежного контента. В конце года в эфир группы каналов «Воля Cine+» вышли первые серии, озвученные украинским языком по заказу студии. 
В Хмельницком открыт собственный call-центр компании. 
С первого ноября покрытие компании было расширено и на город Мелитополь и соседнее село Мирное, на основе абонентов ООО «ТВ-ПОНТ» и ООО «ВИВАНЕТ». 
7 декабря СЕО Воли объявил о создании программы лояльности «Мои бонусы» на портале абонента. 

### 2017 год
С 1 июля телекоммуникационные услуги во Львове, Ровном, Хмельницком, Луцке, Харькове и Ивано-Франковске будут предоставляться компанией Воля, вследствие выкупа компании Airbites.
Мобильное приложение ВОЛЯ TV стал доступен каждому жителю страны, даже если он не является абонентом компании.

### 2018 год
Компания получила копию лицензии lifecell и запустила общую услугу «Все включено» — три услуги в одном пакете — Интернет, телевидение и мобильная связь lifecell.
Презентация собственного мини-сериала «Волею випадку» в жанре комедия, сюжет которого основан на реальных событиях, которые случались с техниками и абонентами компании.
Воля совместно с каналами «Футбол 1/2» победила в тендере УЕФА и получила официальный статус и права на трансляцию всех матчей Лиги чемпионов и Лиги Европы сезонов 2018—2021 годов.
Запуск дополнительной услуги интерактивного телевидения «Воля Футбол+» — прямые трансляции всех матчей Лиги чемпионов и Лиги европы UEFA.

### 2019 год
В марте компания совместно с FOX NETWORKS GROUP предложила абонентам новый VoD сервис — библиотеку FOXNOW.
1 июля Джордж Жембери покинул должность СЕО ВОЛЯ, и передал управление компанией Антону Дзюбенко. До сентября он был Директором подразделения по работе с клиентами ВОЛЯ.
1 октября Директором по маркетингу компании стала Сандра Крауиня.
С 1 ноября абонентам стал доступные новый сервис Видео по запросу Disney Channel on Demand в онлайн-кинотеатре ВОЛЯ CINEMA. В онлайн-кинотеатре доступен легальный контент от трех каналов: Disney Junior, Disney XD и Disney Channel.
Ирландский спортивный телеканал Setanta Sports вошёл в пакет провайдера и стал доступен в HD качестве, для абонентов базовых расширенных пакетов цифрового и интерактивного телевидения.